# Lana da Silva Sylvestre
Lana da Silva Sylvestre (1962) es una botánica, y pteridóloga brasileña. Desarrolla actividades académicas y científicas en la Sección Botánica del Instituto de Biología, de la Universidad Federal de Río de Janeiro.
Ha trabajado activamente en la lista oficial de la flora amenazada de Brasil., especialmente en la familia Aspleniaceae.
A julio de 2013, se poseen diez registros de sus identificaciones y nombramientos de nuevas especies, algunas en coautoría con P.G.Windisch y con F.B.Matos.

## Algunas publicaciones
- nílber gonçalves da Silva, ruy j. válka Alves, lana da silva Sylvestre. 2013. Two rediscoveries and one extinction for the flora of Trindade Island, Brazil. The J. of the Torrey Bot. Soc. 140 (2):230-235
- l.s. Sylvestre. 2007. As Pteridófitas ameaçadas de extinção no Estado do Espírito Santo, pp. 89–96. en m. Simonelli, c.n. Fraga [eds.] Espécies da Flora Ameaçadas de Extinção no Estado do Espírito Santo. Ipema, Vitória
- ---------------------, paulo günter Windisch. 2003. Diversity and Distribution Patterns of Aspleniaceae in Brazil. Pteridology in the New Millennium 107-120 resumen en línea
- m.p.m. Lima, r.r. Guedes-Bruni, l.s. Sylvestre, s.a.v. Pessoa, r.h.p. Andreata. 1997. Padrões de distribuição geográfica das espécies vasculares da Reserva Ecológica de Macaé de Cima, pp. 103–123. En: Lima, H. C., R. R. Guedes-Bruni (eds.) Serra de Macaé de Cima: diversidade florística e conservação em Mata Atlântica. Rio de Janeiro, Jardim Botânico do Rio de Janeiro

### Libros
- l.s. Sylvestre. 2001. Revisão das espécies da família Aspleniaceae A.B.Frank ocorrentes no Brasil. Tesis de Doctorado. Instituto de Biociências. Universidad de São Paulo, Sâo Paulo. 575 pp. il.
- ---------------------. 1990. Palinologia das Polypodiaceae "sensu lato" do planalto de Itatiaia, Rio de Janeiro, Brasil. Editor Univ. Federal do Rio de Janeiro, 261 pp.

## Reconocimientos
- Catálogo de Plantas e Fungos do Brasil, Comitê organizador do ProJeto lista do Brasil[7]